# Socialismo na China
O Socialismo na China remonta aos tempos da Revolução Xinhai e a queda da Dinastia Qing em 1911, quando o Partido Nacionalista da China (Kuomintang ou Guomindang), na época apenas como Tongmenghui, iniciou a promoção dos Três Princípios do Povo, que dentre eles inclui o Bem-Estar Social, por vezes traduzido como socialismo, o que incluía a redistribuição de terras e o anticapitalismo, mas não pregava ou incorporava conceitos marxistas, sendo algo mais próprio e originário da China do que exportado, semelhante a Doutrina Juche da Coréia do Norte.
Por socialismo, na China, se encontra três principais conceitos ideológicos: sendo o primeiro o Marxismo-Leninismo, seguido do próprio Maoismo e o Tridemismo. Todos desenvolvidos e atribuídos pela população chinesa ao longo dos anos de 1912, fundação da República da China e 1946 com o retorno das hostilidades entre os nacionalistas e os comunistas, culminando na Revolução Comunista Chinesa, segunda e ultima fase da Guerra Civil Chinesa.
É importante salientar que, o socialismo em sua forma marxista-leninista ou simplesmente marxista na China era irrelevante, mesmo após a revolução russa e a vitória bolchevique, apenas a partir da morte de Sun Yat-sen, criador do tridemismo e fundador da República da China, considerado pelos comunistas como "pioneiro da revolução" e a subida de poder de Chiang Kai-Shek, é que o comunismo e o Partido Comunista da China ganharam espaço no cenário politico durante a Década de Nanquim e o prévio inicio da Guerra Civil Chinesa.

## Século XX
Mesmo que antes do século XX, formas e pensamentos socialistas ou até experiências reivindicadas já existissem na China, o mais próximo do conceito de "socialismo" que se tem registro é os Três Princípios do Povo ou apenas Tridemismo, que inicialmente até 1894, ano em que a organização secreta e revolucionária, a Sociedade para a Regeneração Chinesa foi fundada, o médico e ideólogo, Sun Yat-sen, havia apenas criado dois princípios, o Nacionalismo e a Democracia, no entanto, durante suas viagens pela Europa entre 1896 e 1898, Sun deu ínicio a criação do terceiro e ultimo princípio, o Bem-Estar Social. Em 1905 Sun também deu ínicio a um editorial chamado Min Bao (民報) e foi nele onde os primeiros conceitos no que se chamava originalmente como "Três Grandes Princípios" (三大主義) ao invés de "Três Princípios do Povo" (三民主義) surgiram, baseados não no socialismo por Karl Marx mas provavelmente em pensamentos como Georgismo, na Revolução americana e Francesa e no discurso de Gettysburg de Abraham Lincoln.

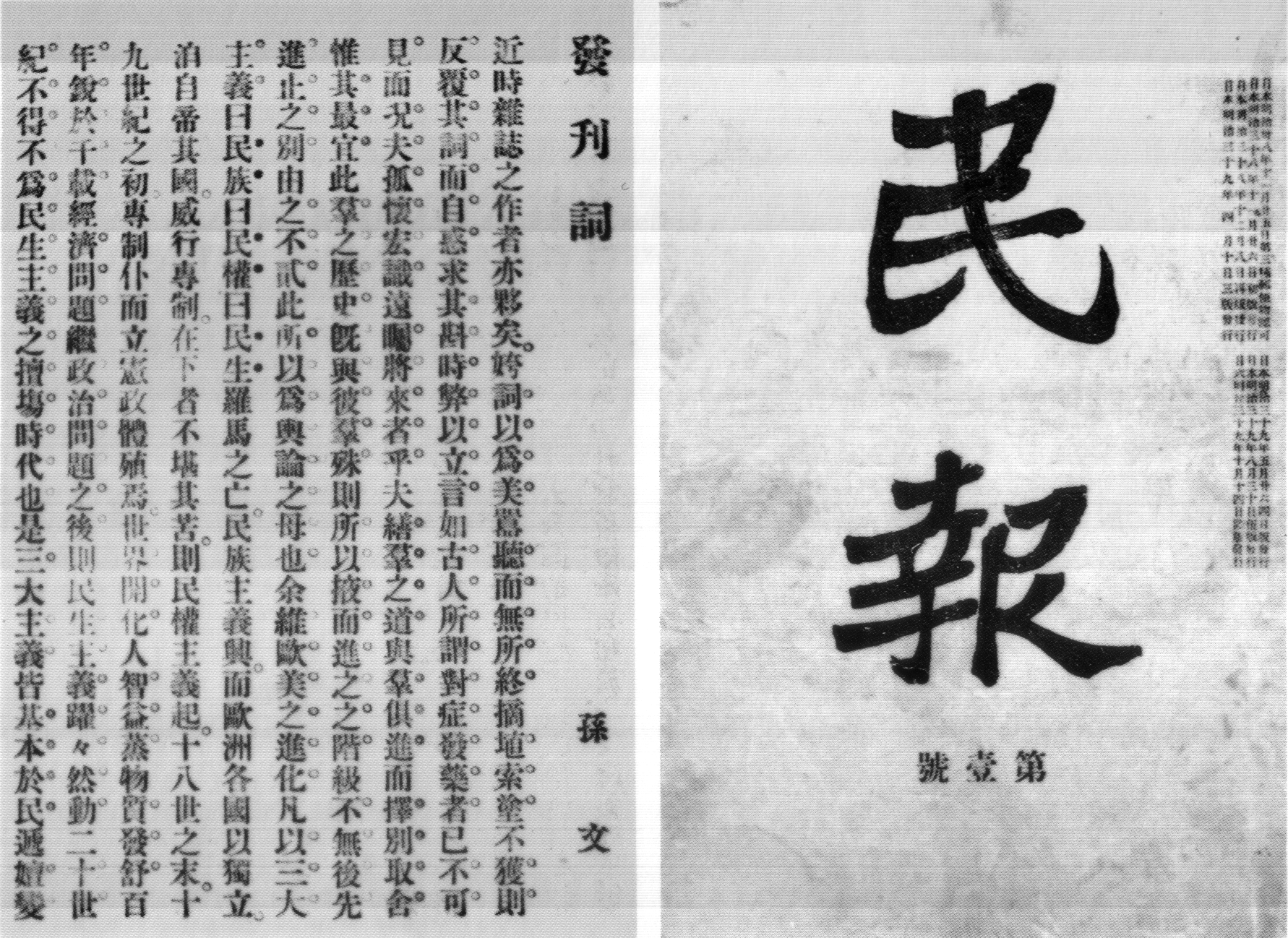
os Três Grandes Principios anunciados em 1905 no editorial Min Bao

Em 10 de Outubro de 1910 ocorre a Revolta de Wuchang e dá ínicio a Revolução Xinhai, amplamente promovida como parte do tridemismo, para a implementação de uma república. Posteriormente, o Tongmenghui de Sun Yat-sen virou o Partido Nacionalista da China, no entanto, o partido não pode dar ínicio as reformas socialistas no país devido a restauração da monarquia chinesa em 1915 por Yuan Shikai e o controle de seu Exército de Beiyang sobre as províncias em 1917, os chamados Senhores da Guerra; Os Nacionalistas tentaram dar ínicio a mais três revoluções, uma em 1913, outra em 1915 e uma ultima em 1917, todavia, recuperar todo o país de um só vez se mostrou inviável e os nacionalistas em 1917 criaram um governo de oposição, paralelo, em Cantão (província) no sul da China. Ocupando o Sul da China, os nacionalistas deram um breve ínicio as reformas socialistas, e acabaram por enfrentar represálias e ataques vindo de comerciantes e burgueses, com apoio ocidental, no entanto eles foram rapidamente reprimidos e seu exército dissolvido. Em 1921 se dá inicio o Partido Comunista da China, que apesar de ser baseado no Marxismo-leninismo e no modelo da União Soviética, ele era influenciado diretamente e possuía inspirações do Partido Nacionalista. O Partido Comunista entre os anos de 1919 até 1927 se mostrou irrelevante com a presença dos nacionalistas que faziam seu próprio método de socialismo e a deposição de alguns dos senhores da guerra que permaneciam sob controle de cidades importantes da China. Em Março de 1925, Sun Yat-sen morre, vitima de câncer, e após o 2º Congresso Nacional do Kuomintang, Chiang Kai-Shek é colocado no poder do Reduto Nacionalista da República da China, governo paralelo ao Governo de Beiyang controlado pelos senhores da guerra.
Em 1927 durante a Expedição do Norte, Chiang Kai-Shek reprimiu forças comunistas que tentaram saquear e pilhar Xangai, e ocorre o Massacre de Xangai de 1927. Com o ínicio da Guerra Civil Chinesa após o Partido Comunista se desvincular do Partido Nacionalista, o socialismo na China ganha duas principais faces: o Tridemismo e o Marxismo-leninismo, sendo que este ultimo era apenas a ideologia de jure do Partido Comunista, considerando que seus membros se identificavam e promoviam o tridemismo. Com a Revolução Comunista Chinesa em 1949, Mao Zedong emergiu como o principal líder da China, e de seus pensamentos se forma a terceira corrente socialista chinesa, o Maoismo, que ainda se baseava em princípios tridemistas, fora sua rejeição a União Soviética e o Stalinismo. O socialismo no maoísmo pode ser visto como uma radicalização de fundamentos e ideias tridemistas, uma vez que Mao Zedong e o próprio Partido Comunista da China passaram a idealizar o "Neotridemismo" ou "Novos Três Princípios do Povo", tentando desvincular o pensamento contra a posição de Chiang Kai-Shek, agora em Taiwan.

## Século XXI

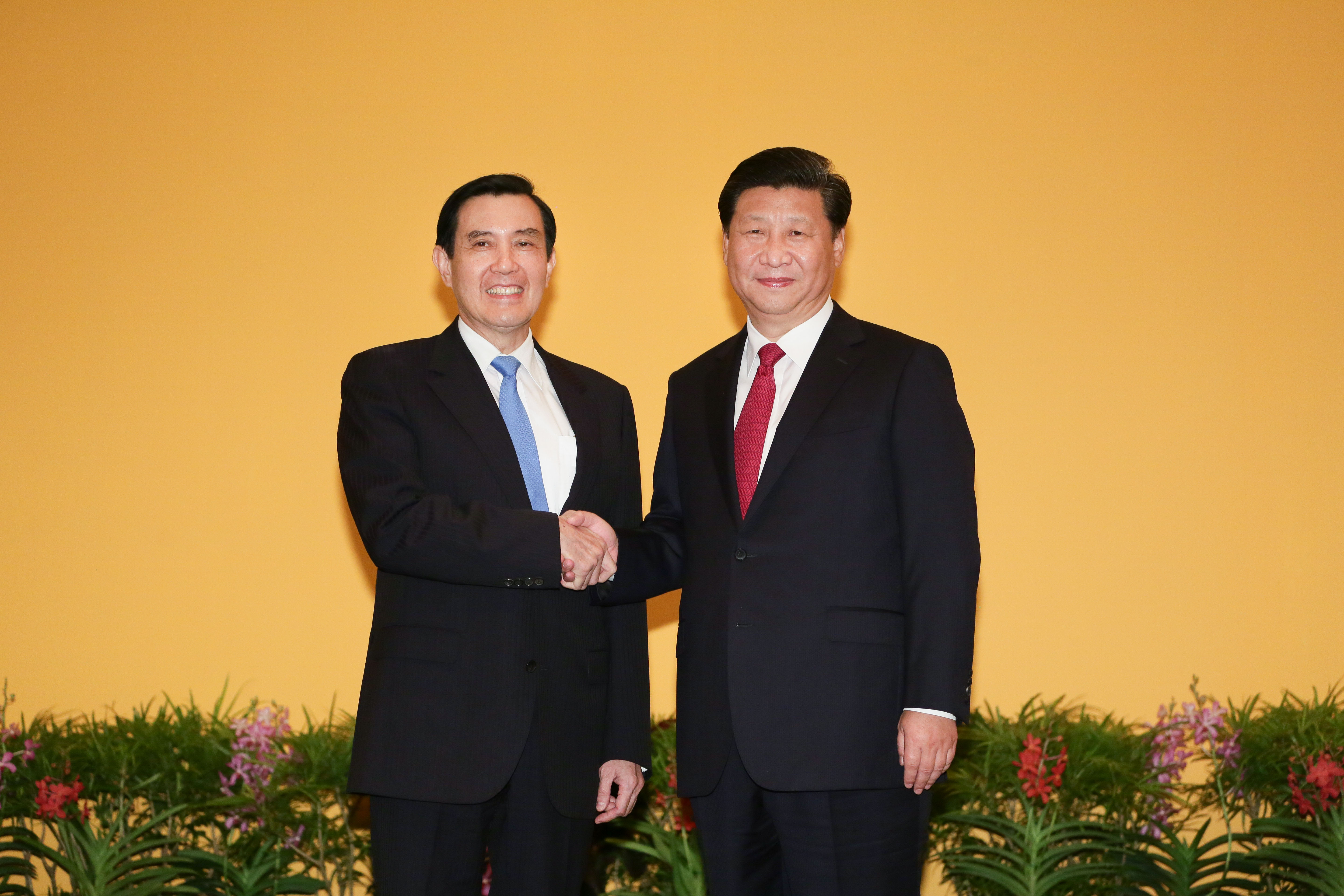
Presidentes Ma Ying-Jeou (República da China) e Xi Jingping (República Popular da China) durante encontro em 2015.

Atualmente, tanto na China quanto em Taiwan (República da China), o pensamento socialista continua a ser notavelmente diferente do já habituado como na antiga União Soviética. Taiwan desde 1950 segue a reforma de terras, a chamada Equalização da propriedade de terras, enquanto a China continental prossegue com o Socialismo com características chinesas, semelhante a Equalização praticamente em Taiwan pelos Três Princípios do Povo.[carece de fontes?] Desde os anos de 1990, o Partido Nacionalista da China e o Partido Comunista da China, respectivamente, Taiwan e China, vem recriando seus laços que remontam ao ínicio dos anos 1920. Entre os anos de 2004 e 2010, o presidente de taiwan, pelos nacionalistas, Ma Ying-jeou, conseguiu estreitar a relação com a República Popular da China.